# Royal Montreal Golf Club
De Royal Montreal Golf Club (Frans: Club de Golf Royal Montréal) is de oudste golfclub in Canada. De club werd opgericht in november 1873 door Alexander Dennistoun uit Schotland en bevindt zich op het eiland Île Bizard in het arrondissement L'Île-Bizard–Sainte-Geneviève van Montréal, Québec. De club beschikt over een 45-holes golfbaan, waarvan twee 18 holesbanen en een 9 holesbaan.

## Geschiedenis
Een klein groep van acht heren zaten in een kantoor en richtten de Montreal Golf Club op, in 1873. Elf jaar later, in 1884, kreeg de club toestemming van de koningin Victoria om de "Royal" toe te voegen aan hun clubnaam en vernoemde de club tot de Royal Montreal Golf Club.
De eerste golfbaan was een 9 holesbaan en die werd aangelegd op de Fletcher's Field, eigendom van de stad Montréal. In 1896 verhuisde de club naar Dixie, Dorval, waar de club bleef tot de druk van de stedelijke groei en de club besloot opnieuw om te verhuizen. Het laatste verhuizing was naar L'Île-Bizard, L'Île-Bizard–Sainte-Geneviève, in 1959, waar de club een 45 holesbaan aanlegde. De 45-holes-baan omvat twee 18 holesbanen en een 9 holesbaan.
In 1995 was de Royal Montreal Golf Club een van de vijf oudste golfclubs die de 100ste verjaardag vierde van de "Royal Canadian Golf Association". De RCGA organiseert tot op heden een aantal nationale golfkampioenschappen, waaronder het Canadees Open. De eerste editie van het Canadees Open vond plaats bij dit golfclub.

## Golfbanen
Blue Course
De golfbaan werd ontworpen door de golfbaanarchitect Dick Wilson en de baan werd in herfst 1958 voltooid. De baan werd tijdens de zomer van 1958 voor het eerst gespeeld door de leden van de club. Na vele jaren, besloot de club om de baan de nodige aanpassingen door te voeren om deze golfbaan te gebruiken voor grote golfkampioenschappen zoals de Presidents Cup. In mei 2004 vroeg de club aan de architect Rees Jones om de golfbaan bij te werken.
In augustus 2006 was de golfbaan volledig gerenoveerd met een verbeterde drainage. Alle greens, tees, bunkers en fairways waren verbouwd.
Red Course
De golfbaan wordt vooral gebruikt voor de leden en de bezoekers en is de enige golfbaan die geen waterhindernissen heeft.
Dixie Course
Het is de enige golfbaan met 9-holes en wordt gebruikt voor de beginners. 

### Scorekaart
| Baan  | Holes | Heren (geel) | Heren (geel) | Heren (geel) | Heren (geel) | Dames (rood) | Dames (rood) | Dames (rood) | Dames (rood) | Ref   |
| Baan  | Holes | Par          | lengte (m)   | CR           | SR           | Par          | lengte (m)   | CR           | SR           | Ref   |
| ----- | ----- | ------------ | ------------ | ------------ | ------------ | ------------ | ------------ | ------------ | ------------ | ----- |
| Blue  | 18    | 70           | 6435         | 75,5         | 138          | 72           | 5266         | 74,5         | 132          | [ 3 ] |
| Red   | 18    | 71           | 6223         | 72,8         | 128          | 72           | 5462         | 74,7         | 128          | [ 4 ] |
| Dixie | 9     | 36           | 2892         |              |              | 35           | 2739         |              |              | [ 5 ] |

## Golftoernooien
Voor het golftoernooi is de lengte van de "Blue"-baan voor de heren 6541 m met een par van 70. De course rating is 76,2 en de slope rating is 140.
- Canadees Open: 1904, 1908, 1913, 1926, 1950, 1967, 1975, 1980, 1997, 2001 & 2014
- Presidents Cup: 2007

## Fotogalerij

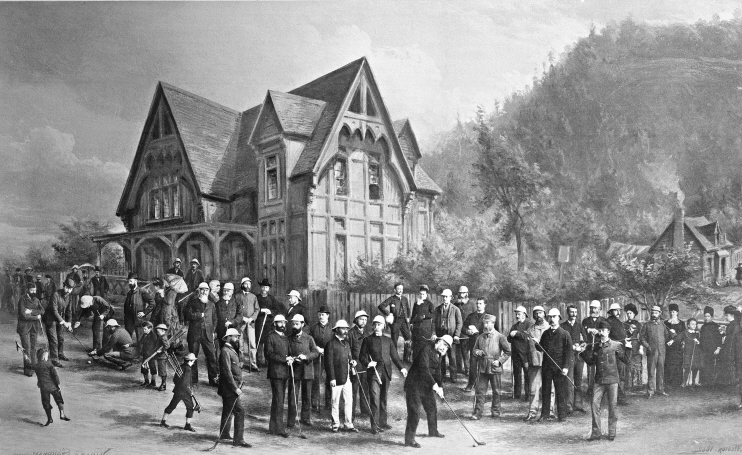
Golfclub in 1882
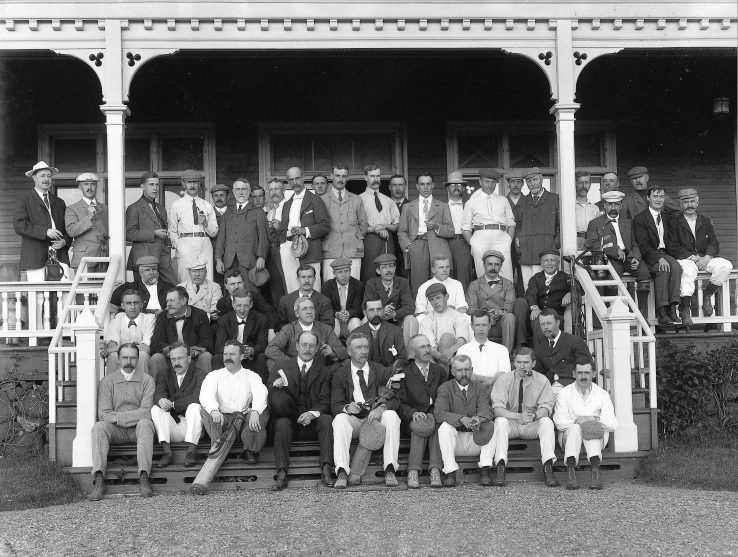
De club in Dorval, in 1907
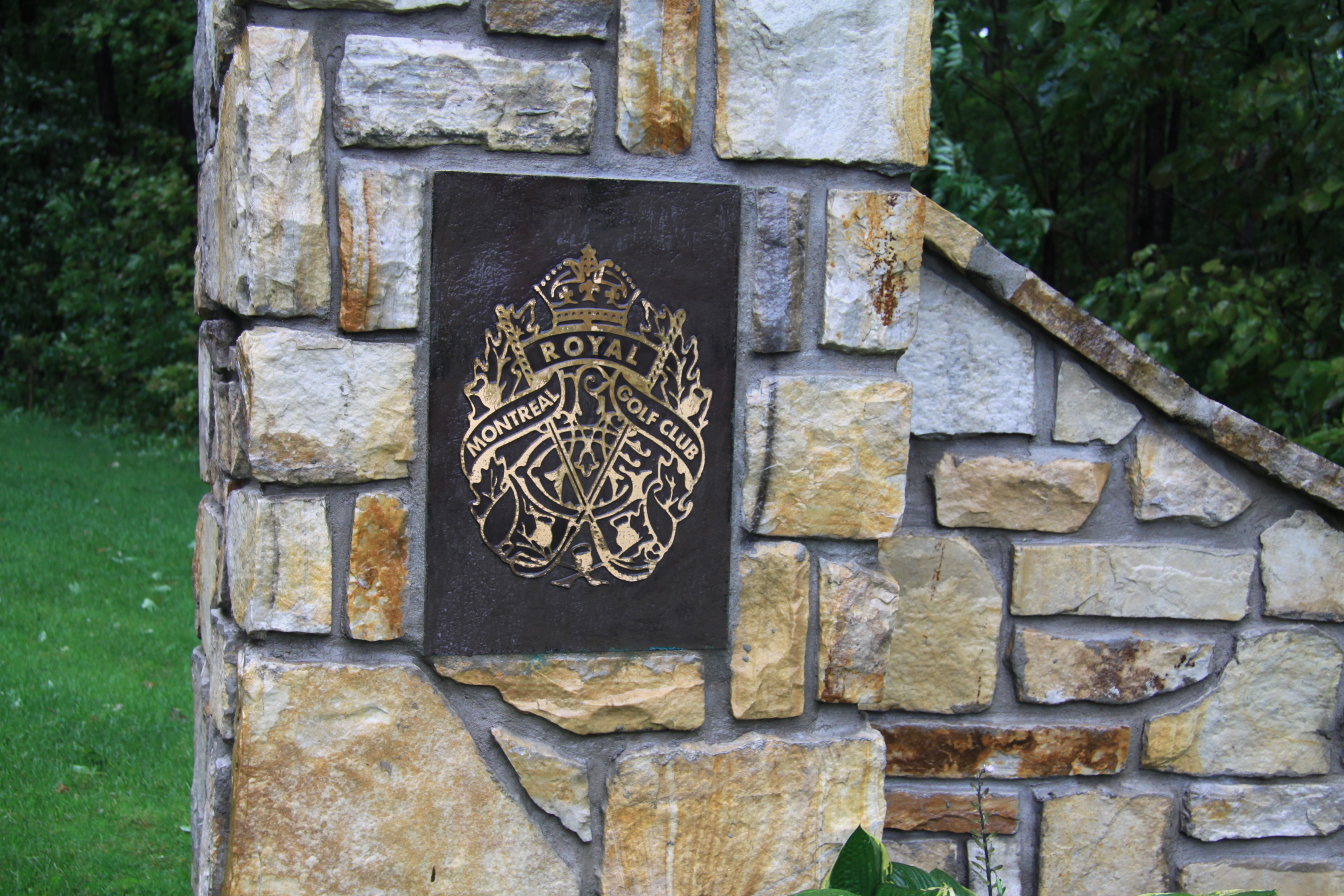
Plakkaat

## Trivia
- In 1908 was Albert Murray (1887-1974) de jongste winnaar van het Canadees Open.
- De Royal Quebec Golf Club (1874) was de tweede oudste golfclub en de Toronto Golf Club (1876) de derde oudste. Beide golfclubs legden bij hun oprichting ook een 9 holesbaan.
- De Victoria Golf Club (1893) is de eerste golfclub in Canada die een 18 holesbaan aanlegde.